# تمويل تجريبي
تتلخص أهداف التمويل التجريبي في فهم السلوك البشري وسلوك السوق في الأطر ذات الصلة بالتمويل. التجارب هي بيئات اقتصادية اصطناعية أنشأها الباحثون خصيصًا للإجابة على أسئلة البحث. قد يشمل ذلك، على سبيل المثال، إنشاء إعدادات وبيئات مختلفة للسوق للمراقبة بشكل تجريبي وتحليل سلوك الوكلاء والخصائص الناتجة عن تدفقات التداول ونشر المعلومات وتجميعها وآلية تحديد الأسعار وعمليات العوائد.
تشمل المجالات التي طُبقت عليها الأساليب التجريبية تمويل الشركات، تسعير الأصول، الاقتصاد القياسي، التمويل الدولي، اتخاذ القرارات المالية الشخصية، التمويل الكلي، الوساطة المصرفية والمالية، أسواق رأس المال، إدارة المخاطر والتأمين، المشتقات المالية، التمويل الكمي، حوكمة الشركات والتعويضات، والاستثمارات، وآليات السوق، والشركات الصغيرة والمتوسطة والتمويل الأصغر وتمويل المشاريع. يمكن للباحثين في مجال التمويل التجريبي أن يدرسوا إلى أي مدى تقوم نظرية الاقتصاد المالي الحالية بتنبؤات صحيحة ومحاولة اكتشاف مبادئ جديدة يمكن من خلالها توسيع النظرية.
يعد التمويل التجريبي فرعًا من فروع الاقتصاد التجريبي، ويكمن استخدامه الأكثر شيوعاً في مجال التمويل السلوكي.

## تاريخ
وفي عام 1948، أبلغ شامبرلين عن نتائج أول تجربة للسوق. ومنذ ذلك الحين تطورت أساليب الاقتصاد التجريبي ومدى مقبولية هذا النظام والاعتراف به ودوره. منذ أوائل الثمانينيات نشأ نمط مماثل في التمويل التجريبي. كان العمل التأسيسي في مجال التمويل التجريبي من أعمال فورسيث، وبالفري وبلوت (1980)، وبلوت وسوندر (1982)، وسميث وسوشانك وليامز (1988).

## القيمة العلمية
يحتوي الاقتصاد المالي على واحد من أكثر بيانات الرصد التفصيلية والمحدّثة المتوفرة من بين جميع فروع الاقتصاد. وبالتالي، يتميز التمويل بتقاليد تجريبية قوية. تجرى الكثير من التحليلات على البيانات من أسواق الأوراق المالية بما في ذلك العروض، الطلبات، وأسعار المعاملات، والحجم، وما إلى ذلك. تتوفر أيضًا بيانات من خدمات المعلومات حول الإجراءات والأحداث التي قد تؤثر على الأسواق. البيانات المستمدة من هذه المصادر غير قادرة على الإبلاغ عن التوقعات، التي بنيت عليها نظرية الأسواق المالية. في الأسواق التجريبية، يستطيع الباحث معرفة التوقعات، والتحكم في القيم الأساسية، والمؤسسات التجارية، ومعايير السوق مثل السيولة المتاحة وإجمالي مخزون الأصول. هذا يعطي الباحث القدرة على معرفة السعر والتنبؤات الأخرى للنظريات البديلة. وذلك يخلق فرصة لإجراء اختبارات قوية على متانة النظريات التي لم تكن ممكنة من البيانات الميدانية، لأن هناك القليل من المعرفة حول المعايير والتوقعات من البيانات الميدانية.

## مميزات
يعتمد تحليل البيانات المالية على البيانات المستمدة من الإعدادات التي أُنشئت لغرض آخر غير الإجابة على سؤال بحث معين. ينتج ذلك في الوضع الذي يمكن فيه الطعن في أي تفسير للنتائج لأنه يتجاهل المتغيرات الأخرى التي تغيرت. تتضمن مشكلات تحليل البيانات التقليدية انحياز المتغير المحذوف، وانحياز الاختيار الذاتي، والمتغيرات المستقلة أو التابعة غير القابلة للملاحظة.
إن التجارب المصممة بالشكل الصحيح قادرة على تجنب العديد من المشاكل:
انحياز المتغير المحذوف: يمكن إنشاء تجارب متعددة بإعدادات تختلف عن بعضها البعض في متغير واحد مستقل تمامًا. وبهذه الطريقة يتم التحكم في جميع المتغيرات الأخرى في الإعداد، مما يلغي التفسيرات البديلة للاختلافات الملاحظة في المتغير التابع.
الإختيار الذاتي: عن طريق تعيين الموضوعات بشكل عشوائي لمجموعات معالجة مختلفة، يتجنب المختبرون المشكلات التي يسببها الاختيار الذاتي ويكونون قادرين على مراقبة التغيرات في المتغير التابع مباشرةً عن طريق التغيير عن طريق تبديل بعض المتغيرات المستقلة.
متغيرات مستقلة غير قابلة للملاحظة: يمكن للمختبرين إنشاء إعدادات تجريبية بأنفسهم. وهذا يجعلهم قادرين على ملاحظة كل المتغيرات. قد لا يكون تحليل البيانات التقليدي قادرًا على ملاحظة بعض المتغيرات، ولكن في بعض الأحيان لا يستطيع المختبرون الحصول مباشرةً على معلومات معينة من الموضوعات أيضاً. دون معرفة متغير مستقل بشكل مباشر، يمكن للتصميم التجريبي الجيد أن ينشئ تدابير تعكس إلى حد كبير المتغير المستقل الذي لا يمكن ملاحظته وبالتالي يتم تجنب المشكلة.
المتغيرات التابعة غير القابلة للملاحظة: في دراسات البيانات التقليدية، قد يكون من الصعب استخراج سبب تغيّر المتغير التابع. يمتلك المختبرون القدرة على إنشاء مهام معينة تثير المتغير التابع.

## أنواع التجارب

### التجارب المختبرية
التجارب المختبرية هي أكثر أشكال التجارب شيوعًا. هنا تكمن الفكرة في إنشاء بيئة يسيطر عليها بشكل كبير في المختبر. ازداد استخدام التجارب المخبرية بسبب الاهتمام المتزايد بقضايا مثل التعاون الاقتصادي والثقة والاقتصاد العصبي. في هذا النوع من التجارب، يتم تعيين العلاج عشوائيًا لمجموعة من الأفراد من أجل مقارنة تصرفاتهم وسلوكهم الاقتصادي بمجموعة تحكم غير معالجة في بيئة المختبر الصناعية. توفر القدرة على التحكم في المتغيرات في التجربة تقييمًا أكثر دقة للسببية.

### دراسات ميدانية مضبوطة أو تجارب ميدانية عشوائية
تؤدي التجارب الميدانية المضبوطة أيضًا إلى جعل العلاجات عشوائية ولكنها تقوم بذلك في تطبيقات العالم الحقيقي. يمكن بعد ذلك قياس متوسط التأثيرات على سلوك الأشخاص بشكل ثابت من خلال مقارنة السلوك قبل التخصيص وبعده.

### التجارب الطبيعية
تحدث التجربة الطبيعية عندما تتغير بعض خصائص العالم الحقيقي بشكل عشوائي يسمح باستخدام التباين الخارجي الناتج عن هذا التغيير لدراسة الآثار السببية لمتغير تفسيري داخلي المنشأ. تحظى التجارب الطبيعية بشعبية في البحوث الاقتصادية والمالية نظرًا لأنها توفر تفسيرًا بديهيًا لافتراضات تحديد الهوية الأساسية وتمكن جمهورًا أوسع من التحقق من تناسقها، وهذا مقارنة بالتعريف الإحصائي البحت.

## النتائج الرئيسية
تقدم الأساليب التجريبية في التمويل منهجيات تكميلية سمحت بمراقبة ومعالجة المحددات الأساسية للأسعار، مثل القيم الأساسية أو المعلومات الداخلية. تكمل الدراسات التجريبية العمل التجريبي، خاصة في مجال اختبار النظرية والتطوير. كشف استغلال هذه المنهجية التجريبية عن بعض النتائج المهمة خلال السنوات الماضية. لم يكن ممكناً الوصول إلى هذه النتائج عن طريق تحليل البيانات الميدانية التقليدية وحدها، وبالتالي تكون المساهمات الرئيسية للتمويل التجريبي في مجال التمويل:
- يمكن لأسواق الأسهم تجميع المعلومات ونشرها (هناك أسواق فعالة)، ولكن هذه العملية تكون أقل فعالية عندما تصبح المعلومات أقل انتشارًا ويزيد عدد مكونات المعلومات التي يجب تجميعها.
- لكن هذا ليس هو الحال دائمًا (بعضها غير فعال).
- عندما يحدث نشر المعلومات، فإنه نادراً ما يكون مثاليًا أو فوريًا. التعلّم يستغرق وقتًا.
- المزيد من المعلومات ليست دائمًا أفضل من وجهة نظر المتداول الفردي. يمكن فقط لأولئك المطلعين الداخليين العارفين بشكل أفضل من الآخرين أن يتفوقوا على المتداولين الآخرين.
- تميل أسواق الأصول طويلة العمر إلى اتجاه قوي لتوليد فقاعات الأسعار وأعطالها، والانحرافات المطولة عن القيم الأساسية.
- تلعب عواطف المتداولين دورًا في توليد الفقاعات في أسواق الأصول التجريبية.
- ارتبط سوء تسعير الأصول إلى حد كبير بثقة المتداول الزائدة.
- تنقل الأسعار وكذلك عروض الأسعار والتوقيت وما إلى ذلك المعلومات. وهناك العديد من القنوات لتدفق المعلومات.
- يمكن أن تساعد أسواق المشتقات الجيدة الأداء على تحسين كفاءة الأسواق الأولية.
- لا تعني الكفاءة الإحصائية أو عدم القدرة على جني الأموال باستخدام البيانات السابقة الكفاءة المعلوماتية. عدم القدرة على كسب عوائد غير طبيعية من السوق لا يعني أن السعر مناسب.